# ابالا
ابالا (نام علمی: Ebala) نام یک سرده از رده شکم‌پایان است.